# Carposina trigononotata
Carposina trigononotata là một loài bướm đêm thuộc họ Carposinidae. Nó là loài đặc hữu của Molokai và Maui.
Ấu trùng ăn các loài the terminal buds của Metrosideros. The larvae bore in the stem of their host plant.